# NOAAS Monte Mitchell
El NOAAS Mount Mitchell (S 222) fue un buque de investigación estadounidense en servicio en la Administración Nacional Oceánica y Atmosférica entre 1970 a 1995. Antes de su carrera en la NOAA, estuvo en comisión en el Servicio Geodésico y Costero de los Estados Unidos, bajo el nombre de USC&GS Mount Mitchell (MSS 22) entre  1968 a 1970. En 2003, volvió al servicio como barco de investigación, en el ámbito privado, con el nombre de R/V Mt. Mitchell. En octubre de 2023 fue confirmada la ratificación de su compra por parte de Uruguay, para pasar a prestar servicios en la Armada Nacional de Uruguay.

## Construcción e introducción al servicio
Mount Mitchell fue construido para el Servicio Geodésico y Costero de los Estados Unidos como un buque de reconocimiento mediano (MSS) en los Astilleros Aerojet-General en Jacksonville, Florida. Fue botado el 29 de noviembre de 1966 e introducido al servicio con el Servicio Geodésico y Costero en marzo de 1968, como USC&GS Mount Mitchell (MSS 22) .  Cuando este servicio se fusionó con otras organizaciones para formar a la NOAA, en 1970, pasó a formar parte de la flota de la NOAA como NOAAS Mount Mitchell (S 222). Monte Mitchell es buque  hermano del NOAAS Fairweather (S 220) y el NOAAS Rainier (S 221), que todavía se encuentran servicio con la NOAA.

## USC&GS y NOAASMonte Mitchell
Mount Mitchell operaba como una embarcación multipropósito. Tenía un laboratorio oceanográfico, varias ecosondas y un torno oceanográfico.
Realizó estudios hidrográficos en la costa este de los Estados Unidos y en el Caribe, y también sirvió como un buque oceanográfico en gran parte del Océano Atlántico Norte, en varios proyectos. A fines de la década de 1980, se le equipó mejores sistemas para trabajos hidrográficos, con el fin de realizar operaciones para el establecimiento de la zona económica marítima exclusiva de los Estados Unidos. Descubrió alDomo Mitchell, entre otras características submarinas grandes y económicamente significativas en el Golfo de México. En 1992, se dirigió al Golfo Pérsico para estudiar los efectos de los derrames de petróleo producto de la Guerra del Golfo, de 1990 a 1991. Después de regresar a los Estados Unidos, reanudó sus operaciones como un buque de estudios hidrográficos, hasta su retiro de servicio en 1995.

### Condecoraciones
En una ceremonia celebrada el 9 de noviembre de 1992 en Washington D. C., Monte Mitchell recibió la Medalla de Plata del Departamento de Comercio por su despliegue por el Golfo Pérsico entre 1990 y 1991.  El programa de la ceremonia citó sus logros de la siguiente manera:
El barco de la NOAA Mt. Mitchell, del Atlantic Marine Center, completó un crucero histórico para estudiar los daños ambientales en el Golfo Pérsico causados por los derrames de petróleo. El despliegue es el primer estudio oceanográfico importante del Golfo Pérsico desde 1977 y es el más completo jamás realizado en términos de cobertura geográfica y de área temática. Tras vencer numerosos obstáculos en un entorno peligroso, la tripulación del Monte Mitchell adquirió datos con los que se pueden evaluar los cambios futuros en la calidad del agua. 

## R/VMt. Mitchell
Después de seis años de inactividad, Mt. Mitchell LLC compró el Monte Mitchell fuera de servicio en 2001, siendo completamente renovado y modernizado con lo último en electrónica, maquinaria y equipos de seguridad. Una vez completada su reparación, llegó a Seattle, Washington, en 2003, para comenzar su carrera como barco de investigación privado, bajo el nuevo nombre de R/V Mt. Mitchell. 
En 2008, el buque fue equipado con el equipo de mapeo submarino más avanzado disponible. Sus sistemas de mapeo multihaz de alta resolución Kongsberg EM 120 y EM 710 ofrecen una capacidad de vanguardia para realizar mapeos del fondo marino hasta la profundidad total del océano con una resolución, cobertura y precisión incomparables. El sistema EM 120 permite realizar estudios precisos hasta una profundidad de 11.000 metros (36.089 pies), mientras que el EM 710 permite realizar mapas precisos hasta una profundidad de 2.000 metros (6.562 pies). El buque es una plataforma acústicamente silenciosa, capaz de soportar sofisticadas operaciones de sonar, en aguas profundas, y en alta mar. Para garantizar que el ruido relacionado con el barco no degrade la capacidad del barco para realizar su misión científica a pleno rendimiento, los sistemas de sonar están instalados en una góndola debajo de su casco. En aquel mismo año, 2008, el buque también fue equipado con tanques de estabilización y calzos antivuelco que eliminaron gran parte de su balanceo natural, convirtiéndolo en una plataforma ideal para realizar trabajos topográficos
Además, a principios de 2011, se le instalaron hélices diseñadas a medida, con el fin de reducir el ruido y mejorar su eficiencia durante el desarrollo de estas tareas. El Mt. Mitchell resultó siendo un buque muy silencioso en comparación a otras plataformas de investigación comerciales, y al ser sometido s pruebas acústicas y de rendimiento, con el sonar EM 710, las mismas demostraron que los resultados son idéntico a los obtenidos en los buques de investigación más silenciosos en servicio con la Armada de los Estados Unidos.

## Servicio en la Armada de Uruguay
El 20 de octubre de 2023 se informó que el Ministro de Defensa Nacional de Uruguay, Javier García, confirmó que se ratificó la compra del Mt. Mitchell para la Armada de Uruguay. El buque servirá como el nuevo buque oceanográfico y de investigación de la armada uruguaya, tras el retiro del buque oceanográfico y de investigación ROU 22 Oyarvide.